# وایت راک (داکوتای جنوبی)
وایت راک(به انگلیسی: White Rock) شهری در ایالت داکوتای جنوبی کشور ایالات متحده آمریکا است که جمعیت آن در سرشماری سال ۲۰۱۰ میلادی، ۳ نفر بوده‌است.